# كثافة البخار
كثافة البخار هي كثافة البخار بالنسبة إلى كثافة الهيدروجين أو الهواء. وهي كتلة حجم معين من المادة مقسومة على كتلة نفس الحجم من الهيدروجين.
كثافة البخار = كتلة n من جزيئات الغاز / كتلة n من جزيئات غاز الهيدروجين.
كثافة البخار = الكتلة المولية للغاز / الكتلة المولية لـ H2
كثافة البخار = الكتلة المولية للغاز / 2.016
كثافة البخار =1⁄2 الكتلة المولية
(وبالتالي: الكتلة المولية = ~2 × كثافة البخار) على سبيل المثال، كثافة بخار خليط NO2 و N2O4 هي 38.3. كثافة البخار، هي كمية بلا أبعاد.